# Fred Smith (baixista)
Fred Smith (nascido em 10 de abril de 1948, em Nova Iorque) é um baixista norte americano, mais conhecido por seu trabalho com a banda de rock Television.
Foi o baixista da formação original da banda Blondie até 1975, quando substituiu Richard Hell que saiu da banda para formar o The Heartbreakers. Quando a banda terminou em 1978 ele retornou ao Blondie.
Smith também participou de álbuns solo dos guitarristas do Television Tom Verlaine e Richard Lloyd, ainda tocou com outros artistas como The Roches, Willie Nile, Peregrins e participou de turnês com a banda The Fleshtones nos anos de 1988 e 1989.